# Upplands runinskrifter 47
Runinskrift U 47 är en av fem runstenar som står uppställda utanför Lovö kyrka i Lovö socken och Ekerö kommun i Uppland.

## Stenen
Stenen är 175 cm hög och 100 cm bred. Den har tidigare varit inmurad i Lovö kyrkas grundmur och enligt en teckning av Johan Peringskiöld i Bautil var den spräckt redan då. På 1860-talet bröts stenen ut ur grunden. Runstenen flyttades på Karl XV:s order till parken vid Drottningholms slott. Året 1952 flyttades den tillbaka till sin nuvarande plats.

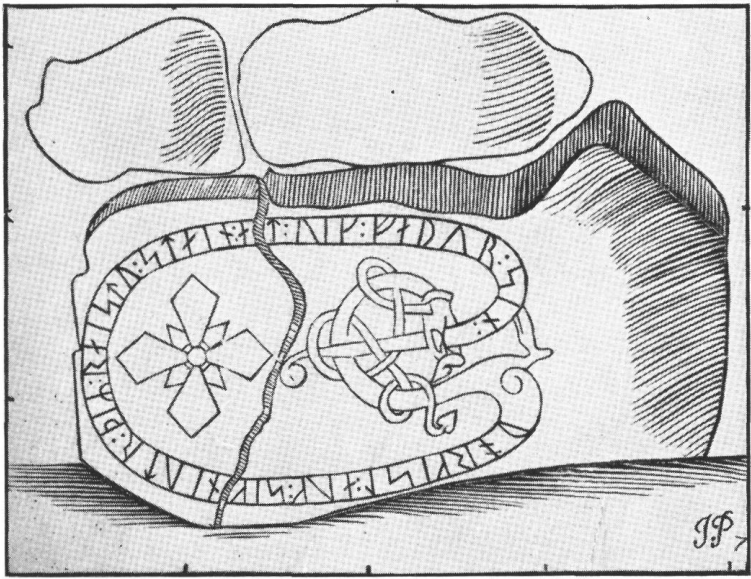
Johan Peringskiölds avbildning av U 47 i Lovö kyrkas grundmur.

Ornamentiken som går i utpräglad Urnesstil består av ett rundjur som biter sig själv i svansen, ovanför djurets svanstipp är ett kristet och dubblerat kors. Ristaren torde av stilen att döma vara Ärnfast och stilistiskt liknar den U 79.
Den från runor översatta inskriften lyder enligt nedan: 

## Inskriften
Translitterering av runraden:
: þorkisl : auk : sikniutr : þiʀ : raistu : stain : at : uik : faþur : sin :
Normalisering till runsvenska:
Þorgisl ok Signiutr þæiʀ ræistu stæin at Vig, faður sinn.
Översättning till nusvenska:
Torgils och Signiut de reste stenen åt Vig, sin fader.